# Emili Bàrbula
Els Emili Bàrbula (llatí: Aemilii Barbulae; Barbula és un diminutiu de barba) varen ser una branca de la gens Emília, una família d'origen patrici. Els personatges principals amb aquest cognom van ser:
- Marc Emili Bàrbula, dictador a principi del segle iii aC
- Quint Emili Bàrbula, cònsol el 317 aC i el 311 aC, tal vegada germà de l'anterior
- Luci Emili Bàrbula, cònsol el 281 aC, fill de l'anterior
- Marc Emili Bàrbula, cònsol el 230 aC, fill de l'anterior
- Quint Emili, cònsol el 21 aC, en general considerat de la família dels Emili Lèpid, però anomenat Bàrbula per Apià